# 江西省南康中学
江西省南康中学，是一所位于中华人民共和国江西省赣州市南康区的中学。

## 校史
学校创立于1939年9月，由近代中国语言学家和教育家邬荣治先生筹建并任首任校长。校歌 （页面存档备份，存于）由徐展如先生作于1944年［3］ （页面存档备份，存于）。于1999年初高中分离，是江西省首批优秀重点中学和全国首批体育传统项目学校。学校坐落于江西省赣州市南康区南水新区，截止2018年11月，学校占地365亩，建筑面积近7.8万平方米。学校图书馆藏书近17万册，学校现有在校生6100余人，班额110个，教职工410余人。